# Benoni Friedländer

Benoni Friedländer (1852)

Benoni Friedländer (* 4. Juni 1773 in Berlin; † 17. Februar 1858 in Berlin), auch Johann Gottlieb Julius Benoni Friedländer, war ein deutscher Privatgelehrter und Münzsammler.

## Leben
Benoni Friedländer wuchs in einem reichen jüdischen Elternhause als Sohn von David Friedländer und seiner Frau Margarete (Blümchen) Itzig, Tochter des Hoffaktors und Bankiers Daniel Itzig, auf.
Friedländer war in frühen Jahren beruflich aktiv. Vermutlich um 1818 schied er aus dem Geschäftsleben aus und widmete sich ausschließlich der Familie und seiner bedeutenden Münz- und Autographensammlung. Im gleichen Jahr wurden seine Kinder evangelisch getauft. Aus Respekt vor dem Glauben des Vaters und trotz der eigenen Überzeugung, Christ zu werden, wartete er selbst damit bis nach dem Tod seiner Eltern. Aber kaum zwei Monate nach dem Tode seines Vaters am 25. Dezember 1834 ließem sich Benoni und seine Frau Rebecca am 23. Februar 1835 taufen. Seither nannte er sich Johann Gottlieb Julius Benoni Friedländer.
Mit seinem Tod 1858 verfügte der national eingestellte Friedländer testamentarisch, dass seine Sammlung den Königlichen Museen auch zu unvorteilhaften Bedingungen zu überlassen. Die Münzsammlung, in der sein jüngster Sohn Julius seit 1840 unbesoldet und ab 1858 besoldet beschäftigt war und die er ab 1868 als nun selbstständiges Berliner Münzkabinett im Rahmen der Königlichen Museen leitete, wurde dann auch für 16.000 Taler deutlich unter Wert verkauft. Die Sammlung bestand aus 6.013 antiken sowie 11.803 mittelalterlichen und neuzeitlichen Münzen und Medaillen. Außerdem gehören dazu Not-, Feld- und Belagerungsmünzen, „vor allem die unvergleichliche Anzahl schönster italienischer Medaillen aus der Blütezeit der Renaissance, welche einst Napoleons Schwester, die Prinzessin Elisa Bonaparte Bacciocchi, als Fürstin von Lucca gesammelt hatte.“ „Sie enthält nur gute Exemplare […] und es zeigt sich hier, was Sachkenntniss und Eifer auch mit geringen Mitteln im Laufe eines langen Lebens erreichen können, das freilich in eine Epoche fällt, in welcher Alterthümer und Kunstwerke durch die großen politischen Umwälzungen entwerthet waren und sich leichter von ihren Besitzern lösten“, schreibt Julius Friedländer 1873.

Diese Schenkung ist die größte Erwerbung in der Geschichte des Kabinetts, welches damit die größte Sammlung italienischer Münzen diesseits der Alpen darstellt.
Daneben besaß Friedländer eine erlesene Autographensammlung, so zum Beispiel die Ode an Preußen, eine Sammlung von Briefen Kants an Moses Mendelssohn sowie das sogenannte Fischhof-Manuskript, eine Beethoven-Biographik. Diese Sammlung erbte sein Sohn Julius, 1876 ging sie an Carl Robert Lessing über.

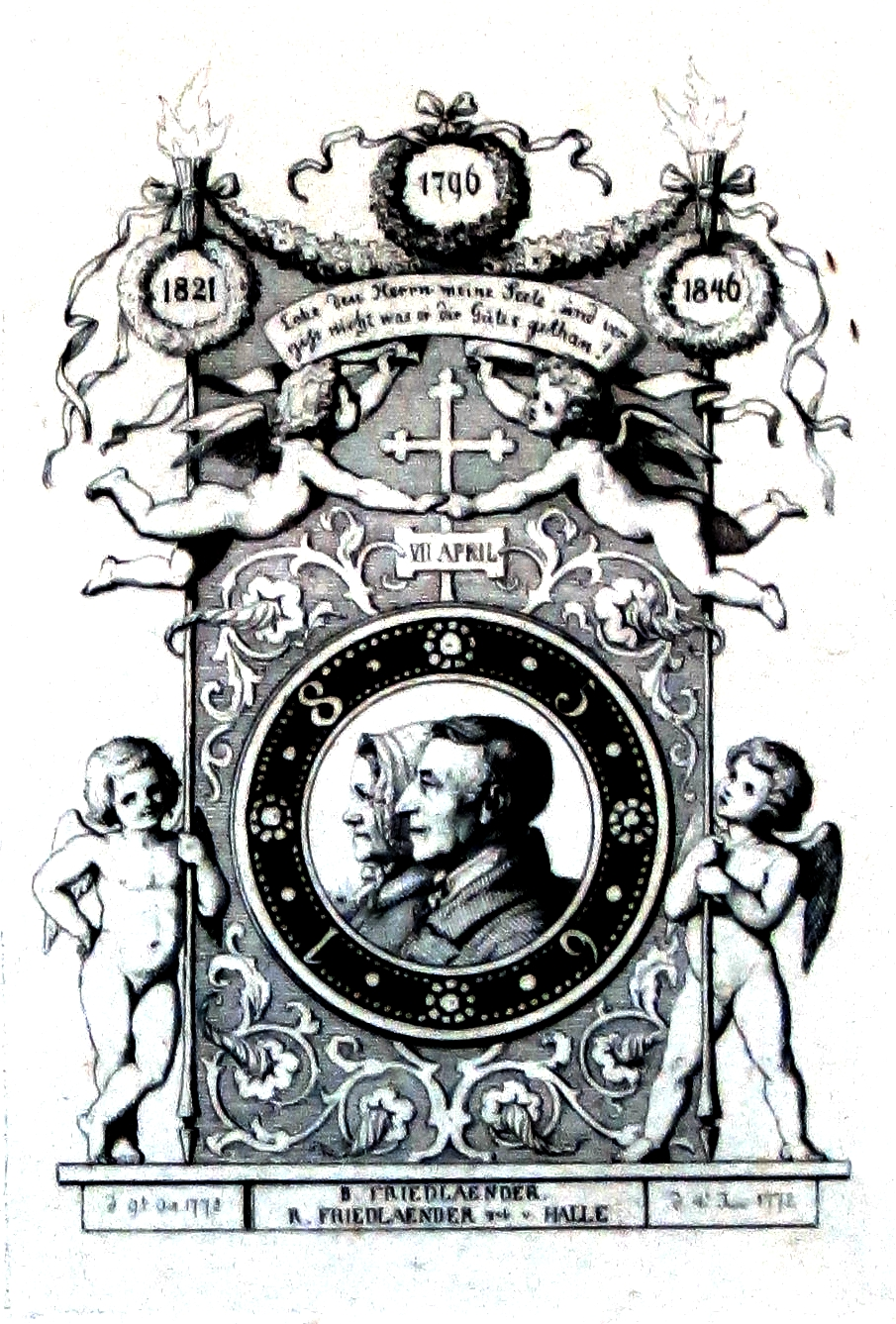
Benoni und Rebekka Friedländer (April 1856)

## Familie
Benoni Friedländer war verheiratet mit Rebecca von Halle (* 1775, Berlin; † 1857, ebenda), Tochter des Bankiers Joel Samuel von Halle (* 1747, Hamburg; † 13. Oktober 1810, Berlin) und der Edel (Adelaide) Levy (1755–1831). Ihre Schwester Fanny Eleonore (* 1778, Berlin; † 1857, ebenda) war verheiratet mit Anton Heinrich Bendemann (vormals Aaron Hirsch Bendix; 1775–1866), deren Sohn ist der Maler Eduard Bendemann.
Kinder:
- Auguste Marie Erika Amalia (1796–1880), verh. mit Eduard Philippi (Bruder von Johann Friedrich Hector Philippi)
- Marianne (1797–1826), verh. mit dem Musikverleger Samuel Ferdinand Mendheim (1786–1860)
- Cilla Friedländer (1798–1880)
- Joachim Daniel (1800–1868), verh. mit Mathilde Oppermann
- Emil Gottlieb (1805–1878), Archivar am Geheimen Staatsarchiv und Bibliothekar der Kriegsakademie zu Berlin, Historiker und Philologe, verh. mit Elisabeth (Elise) Mendheim (1821–1904). Deren Sohn war Ernst Friedländer.
- Eduard Julius Theodor (1813–1884), Direktor des Berliner Münzkabinetts, unverheiratet

Benonis Bruder Moses Friedländer (* 27. August 1774, Berlin; † 24. Februar 1840, ebenda) wurde im Januar 1799 Teilhaber des Bankgeschäfts von Joseph Mendelssohn, das fortan den Namen Mendelssohn & Friedländer führte. Ende 1803 schied er wieder aus und war selbständig als Kaufmann tätig. Später nahm er seinen bisherigen Disponenten Moses Moser als Teilhaber auf. Die Firma trug fortan den Namen Friedländer & Co. Moses Friedländer war 1801–1805 mit Rebecca Salomon (1783–1850) verheiratet, die nach der Scheidung unter ihrem Schriftstellernamen Regina Frohberg eine bekannte und umstrittene Autorin wurde.